# Альдермыш
Альдермы́ш (тат. Әлдермеш) — село в Высокогорском районе  Республики Татарстан. Административный центр муниципального образования «Альдермышское сельское поселение».

## География
Находится на реке Саинка. Расположение относительно районного центра — посёлка железнодорожной станции Высокая Гора — 12 км к северу.

## История
В «Списке населенных мест по сведениям 1859 года», изданном в 1866 году, населённый пункт упомянут как казённая деревня Алдербыш 3-го стана Казанского уезда Казанской губернии. Располагалась при безымянном ключе, на Уржумском торговом тракте, в 25 верстах от уездного и губернского города Казани и в 25 верстах от становой квартиры в казённой деревне Верхние Верески. В деревне, в 139 дворах жили 1161 человек (581 мужчина и 580 женщин), была мечеть.
По сведениям переписи 1897 года, в деревне Большой Аньдербыш Казанского уезда Казанской губернии жили 863 человека (392 мужчины и 471 женщина), из них 857 мусульман.

## Население
| 1782 | 1859 | 1878 | 1908 | 1920 | 1926 | 1938 | 1949 | 1958 | 1970 | 1989 | 2000 | 2002 | 2010 | 2017 |
| ---- | ---- | ---- | ---- | ---- | ---- | ---- | ---- | ---- | ---- | ---- | ---- | ---- | ---- | ---- |
| 183  | 1161 | 1065 | 1083 | 913  | 1059 | 1299 | 889  | 838  | 787  | 564  | 519  | 526  | 525  | 507  |

Национальный состав
Национальный состав села — татары. Согласно результатам переписи 2002 года, в национальной структуре населения села татары составляли 99% из 526 человек.

## Экономика
Полеводство, животноводство.

## Культура
Название села упоминается в литературе и в музыке:
- тат. «Әлдермештән Әлмәндәр» («Старик из деревни Альдермыш») - пьеса Туфана Миннуллина
- тат. «Әлдермешкә кайтам әле» («Вернусь ещё в Альдермыш») - песня в исполнении Хании Фархи

## Религия
В селе действуют две мечети («Амир» с 1998 г., «Альмандар» с 2003 г.).